# Catopyrops exponens
Catopyrops exponens är en fjärilsart som beskrevs av Hans Fruhstorfer 1916. Catopyrops exponens ingår i släktet Catopyrops och familjen juvelvingar. Inga underarter finns listade i Catalogue of Life.